# Иеремия (телесериал)
«Иеремия» (англ. Jeremiah) — американский постапокалиптический телесериал, созданный продюсером и сценаристом Джозефом Майклом Стражински при финансировании медиакомпании MGM для телеканала Showtime. Он основан на серии одноимённых графических романов бельгийского художника Хермана Хаппена, и это самая первая телесериальная адаптация европейских комиксов в Соединённых Штатах.
Телесериал «Иеремия» снимался в Ванкувере, Канада. Главного героя по имени Иеремия сыграл актёр Люк Перри, прославившийся ролью угрюмого Дилана Маккея в сериале «Беверли-Хиллз 90210». Также в одной из серий «Иеремии» появилась ещё одна звезда «Беверли-Хиллз» — Джейсон Пристли. Во втором сезоне в роли загадочного мистера Смита к сериалу присоединился актёр Шон Астин, известный по кинотрилогии «Властелин колец». Премьера «Иеремии» состоялась 3 марта 2002 года. Производство сериала закончилось в 2003 году из-за разногласий между Стражински и руководством MGM.
В январе 2004 года первый сезон «Иеремии» был выпущен в виде DVD-бокса из шести дисков, куда помимо двадцати серий телесериала вошли разнообразные бонусы. О выходе второго (заключительного) сезона сериала на DVD официальная информация отсутствует.

## Сюжет
Действия происходят в 2021 году, спустя 15 лет после эпидемии «Большой смерти», которая уничтожила большую часть населения Земли. В живых остались только те, кто не достиг половой зрелости. Все эти годы выжившие дети росли благодаря тому, что осталось от прежнего мира. Теперь, уже повзрослевшие, они вынуждены либо вырождаться дальше, продолжая жить за счёт заканчивающихся остатков, либо начать восстанавливать мир.
Очевидно, что название сериала связано с одним из персонажей Ветхого Завета — пророком Иеремией. На это, в частности, указывает то, что Иеремия после нашествия вавилонян на Иерусалим остался в разрушенном городе оплакивать руины. Кроме того, ветхозаветный пророк неоднократно предрекал опасные события, а также участвовал в идеологической кампании против язычества, будучи очень юным. В историю он вошёл как персонаж, который, несмотря на свою правоту, был отвергаем собственным народом.

## Персонажи
Большинство персонажей — это выжившие после эпидемии, которым теперь под тридцать лет или меньше.
- Иеремия (Люк Перри) — Главный герой, путешествующий в поисках загадочного места под названием Сектор Валгалла, о котором перед смертью рассказывал его отец. Именно там выжившие смогут обрести надежду.
- Курди Маллой (Малькольм-Джамал Уорнер) — Циничный и вспыльчивый напарник Иеремии.
- Мистер Смит (Шон Астин) — Изворотливый помощник Курди во втором сезоне телесериала. Он снабжает Курди загадочными посланиями, утверждая, что получает их от Бога.
- Маркус Александр (Питер Стеббингс) — Лидер Грозовой горы, колонии, расположившейся в горе Шайен, бывшей штаб-квартире Объединенного командования ПВО североамериканского континента. Он пытается сплотиться с другими выжившими, чтобы начать восстанавливать мир.
- Эрин (Ингрид Кавелаарс) — Правая рука Маркуса в Грозовой горе.
- Ли Чен (Байрон Лоусон) — Повёрнутый на безопасности и напрочь лишённый чувства юмора обитатель Грозовой горы.
- Мэган Ли Роуз (Сюзи Йоахим) — Самая взрослая в мире из всех известных людей, уцелевших после эпидемии. Она является носителем смертельного вируса, уничтожившего почти всё человечество, хотя это не убило её саму. Мэган живёт в сдерживающей биологическую опасность комнате в Грозовой горе.
- Иезекииль (Алекс Захара) — Таинственная фигура, которая снабжает Иеремию загадочными пророчествами о его будущем и защищает его от опасностей.
- Тео Кольридж (Ким Хоторн) — Строгая управляющая Клэрфилдом в Колорадо.
- Элизабет Манро (Кэндис Макклюр) — Одна из обитателей Грозовой горы, куда Иеремия и Курди впервые попали, чтобы сообщить о смерти её друга.
- Чайна (Женевьев Бюхнер)

## Серии
В скобках указаны даты премьер серий.
| 1. The Long Road: Part 1 (3 марта 2002) 2. The Long Road: Part 2 (3 марта 2002) 3. Man of Iron, Woman Under Glass (15 марта 2002) 4. And the Ground, Sown with Salt (22 марта 2002) 5. To Sail Beyond the Stars (29 марта 2002) 6. The Bag (5 апреля 2002) 7. City of Roses (12 апреля 2002) 8. Firewall (19 апреля 2002) 9. Red Kiss (26 апреля 2002) 10. Journeys End in Lovers Meeting (3 мая 2002) 11. Thieves' Honor (10 мая 2002) 12. The Touch (17 мая 2002) 13. Mother of Invention (24 мая 2002) 14. Tripwire (31 мая 2002) 15. Ring of Truth (7 июня 2002) 16. Moon in Gemini (14 июня 2002) 17. Out of the Ashes (28 июня 2002) 18. A Means to an End (5 июля 2002) 19. Things Left Unsaid: Part 1 (12 июля 2002) 20. Things Left Unsaid: Part 2 (19 июля 2002) | 1. Letters from the Other Side: Part 1 (10 октября 2003) 2. Letters from the Other Side: Part 2 (17 октября 2003) 3. Strange Attractors (24 октября 2003) 4. Deux Ex Machina (31 октября 2003) 5. Rites of Passage (31 октября 2003) 6. The Mysterious Mr. Smith (7 ноября 2003) 7. Voices in the Dark (7 ноября 2003) 8. Crossing Jordan (1 декабря 2003) 9. Running on Empty (8 декабря 2003) 10. The Question (15 декабря 2003) 11. The Past Is Prologue (22 декабря 2003) 12. The Face in the Mirror (29 декабря 2003) 13. The State of the Union (5 января 2004) 14. Interregnum: Part 1 (12 января 2004) 15. Interregnum: Part 2 (19 января 2004) |